# Plakoidfjäll

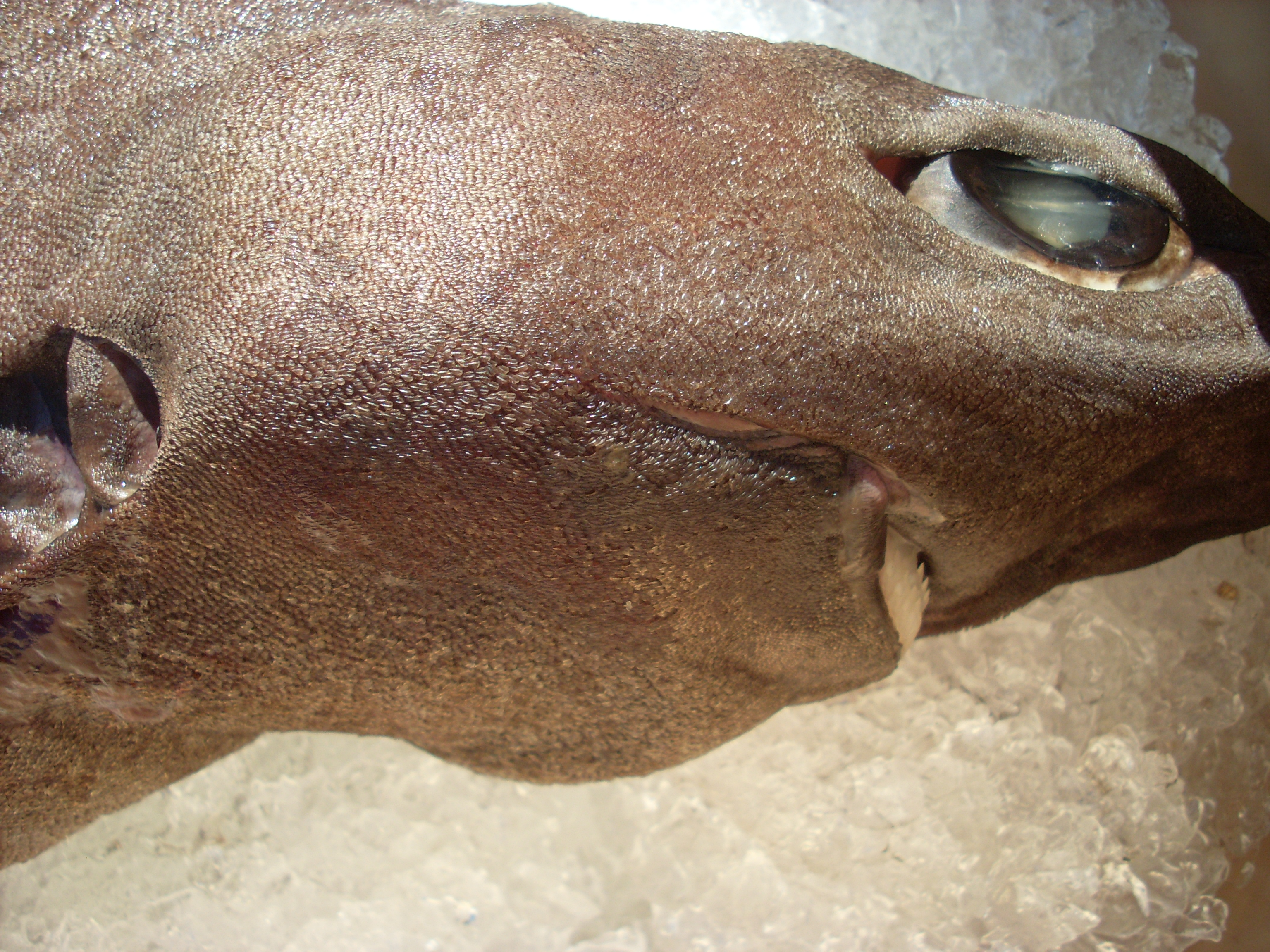
Brun pigghaj, (Centrophorus squamosus), med synliga plakoidfjäll (klicka på bilden för att se en förstoring).

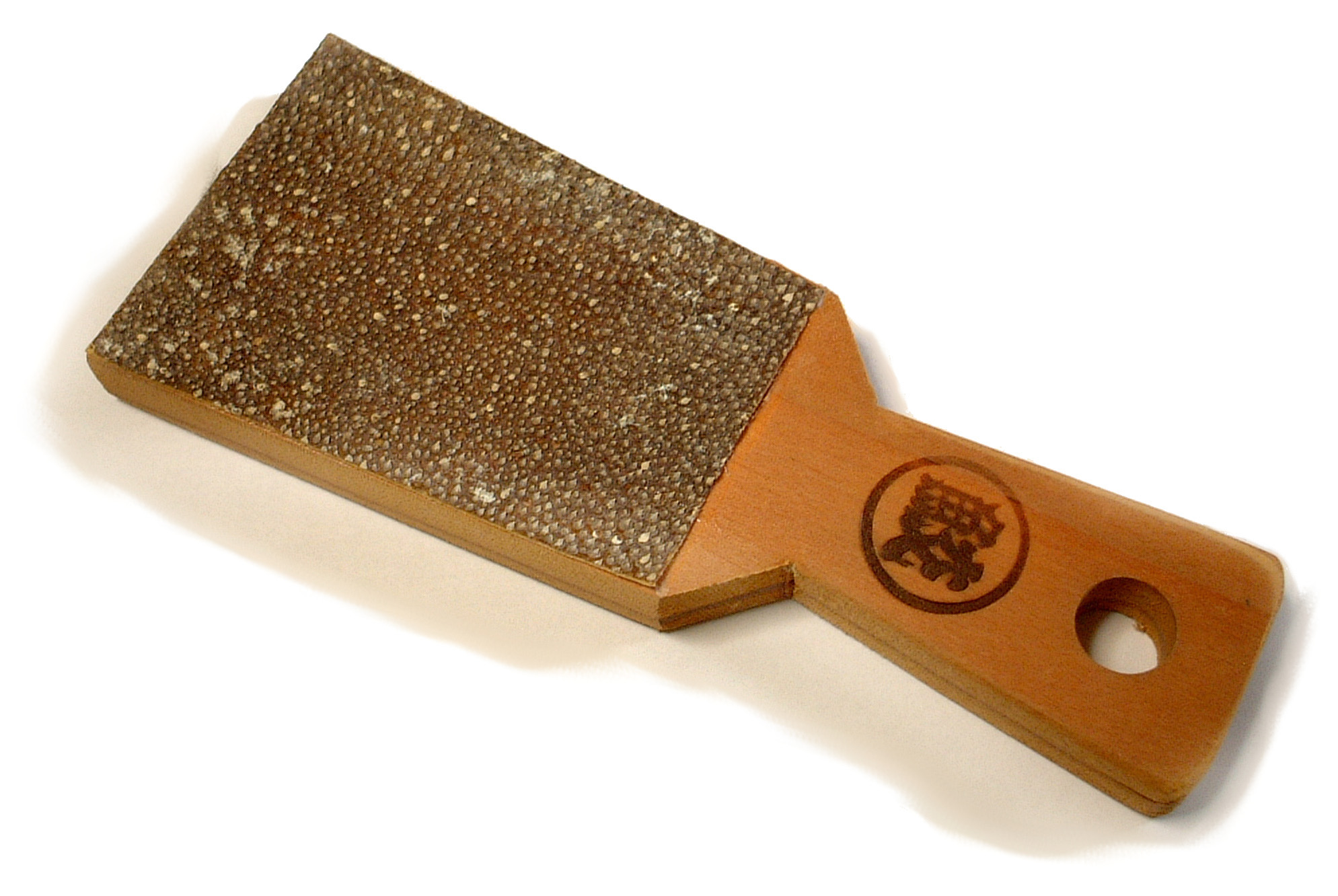
Oroshigane, ett traditionellt rivjärn av hajskin från Japan som används för att riva wasabi.

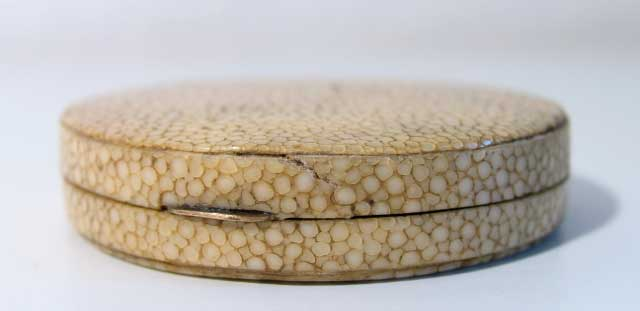
En antik ask gjord av chagrin, skinn från rockan Pastinachus sephen där plakoidfjällen slipats ner och bildat ett mosaikmönster.

Plakoidfjäll eller hudtänder är ett slags fiskfjäll som täcker huden hos många broskfiskar, till exempel hajar och rockor. Plakoidfjäll har liknande uppbyggnad som tänder och en inte helt obestridd klassisk teori om tandens evolution är att tänder kan ha utvecklats från plakoidfjällsliknande strukturer hos primitiva fiskar. Plakoidfjällen hos hajar bildas av läderhuden och består av tandben som ligger som ett hölje över en bindvävspapill. Fjällen ser olika ut hos olika arter varför de kan användas för artbestämning.
Hajskinn är täckt av plakoidfjäll och kan därför vara grovt som sandpapper och i vissa samhällen har hajskinn används just som sådant. I Japan har hajskinn traditionellt används för att göra en typ av matlagningsredskap, Oroshigane, för att riva wasabirötter. Stryker man en haj från toppen mot dess stjärt känns den mjuk. Men stryker man den i motsatt riktning avslöjas dess grova struktur. Ett undantag är brugden (Cetorhinus maximus) som är unik bland hajarna då dess plakoidfjäll sticker ut i alla riktningar.  Hajar har setts använda sin hud för att åsamka skada på sina bytesdjur.
Studier har visat att det bildas små strömvirvlar kring plakoidfjällen då fisken simmar vilket minskar vattenfriktioner. Fjällen tillåter också hajar att simma tystare jämfört med andra fiskar som genererar betydligt mer ljud när de skär vattnet.
I Japan använder traditionella svärdssmeder hajskinn på svärdshandtaget för att minska risken att katanan glider i handen. Genom att fästa skinnet så att fjällen pekar mot svärdsbladet erhålls ett bra fäste även då svärdsbäraren har ett löst grepp om svärdet.